# Reg Presley
Reg Presley (født Reginald Maurice Ball; 12. juni 1941 – 4. februar 2013) var en engelsk singer-songwriter. Han var bedst kendt som ledende vokal i 1960'er rock and roll bandet The Troggs. Han har bl.a. skrevet deres eneste nr. 1 hit på den engelske singleliste, "With a Girl Like You" og "Love Is All Around", som både var et hit for The Troggs og for Wet Wet Wet, da sangen blev brugt i filmen Four Weddings and a Funeral.
| Musik | Spire Denne musikartikel er en spire som bør udbygges. Du er velkommen til at hjælpe Wikipedia ved at udvide den. |